# ГЕС Аріміне I
ГЕС Аріміне I (有峰第一発電所) – гідроелектростанція в Японії на острові Хонсю. Знаходячись перед ГЕС Аріміне II, становить верхній ступінь однієї з гілок гідровузла, створеного на основі греблі Аріміне на лівобережжі річки Джогандж, яка на східній околиці міста Тояма впадає до затоки Тояма (Японське море). 

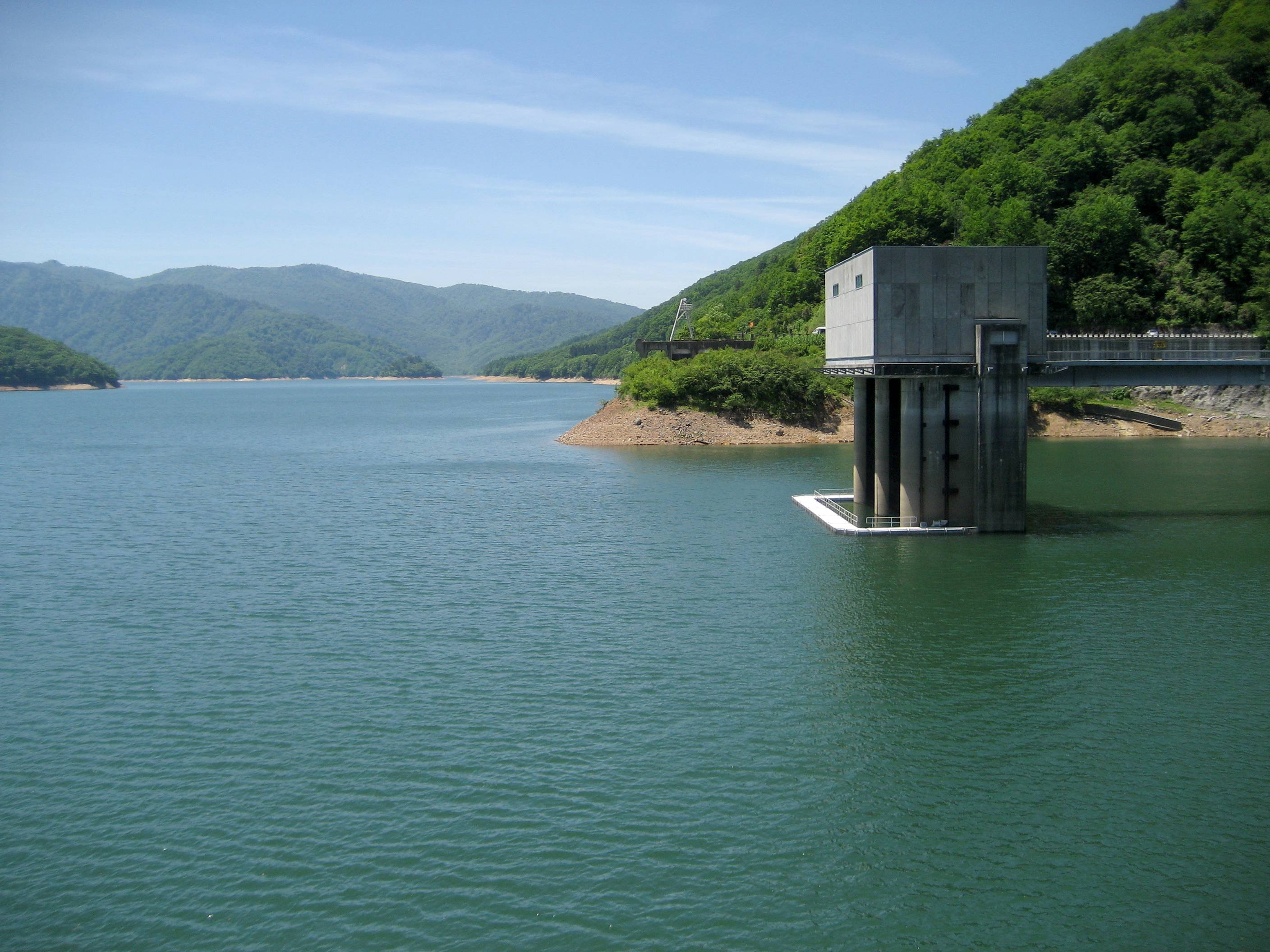
Водозабір станції Аріміне І

В кінці 1950-х під час спорудження станцій Вадагава I (29 МВт) та Вадагава II ліву притоку Джогандж річку Вада перекрили бетонною гравітаційною греблею  Аріміне висотою 140 метрів, довжиною 500 метрів та товщиною від 6 (по гребеню) до 153 (по основі) метрів. Вона потребувала 1568 тис м3 матеріалу та утримує водосховище з площею поверхні 5,12 км2 і об’ємом 222 млн м3, з яких до корисного об’єму відносяться 204 млн м3 (коливання рівня поверхні між позначками 1015 та 1088 метрів НРМ). Окрім власного стоку, до сховища перекидається ресурс із водозаборів на річках Санагава (ще одна ліва притока Джогандж) та Канакідо (права притока Такахари, котра в свою чергу є правим витоком Дзиндзи – річки, що впадає до згаданої вище затоки Тояма прямо у центрі однойменного міста). У першому випадку потрібно було прокласти тунель довжиною біля 1,3 км, тоді як водозабір на Канакідо відділений від вихідного порталу тунелю більш ніж десятьма кілометрами.
За два десятки років після створення сховища від нього організували подачу ресурсу на ще одну гілку гідровузла, в якій верхній ступінь складає ГЕС Аріміне І. До неї по лівобережжю прямує дериваційний тунель довжиною 4,9 км з діаметром 5 метрів, який переходить у напірний водовід довжиною по 0,83 км зі спадаючим діаметром від 4,5 до 2,3 метра. В системі також працює вирівнювальний резервуар висотою 110 метрів з діаметром 12 метрів.
Основне обладнання станції становить одна турбіна типу Френсіс потужністю 270 МВт (номінальна потужність станції рахується як 265 МВт), котра використовує напір у 411 метрів.
Відпрацьована вода подається у підвідний дериваційний тунель ГЕС Аріміне II, котрий веде в долину Кокучі – ще  однієї лівої притоки Джогандж.